# VG Entertainment
VG Entertainment (раніше Vostok Games) — українська компанія-розробник відеоігор. Заснована вихідцями із «GSC Game World» у березні 2012 року в Києві після завершення роботи останньої. В теперішній час займається розробкою нової неанонсованої гри. Компанія розробила Fear the Wolves, королівську битву, яка вийшла у 2019 році, та розробляла безкоштовний шутер Survarium. Зараз студія розробляє неанонсований AAA шутер від першої особи.

## Історія
Минула назва компанії походить від терміна «Восток-1» — перший космічний апарат, що підняв людину (Юрія Гагаріна) на земну орбіту.
Філософія студії:
"Відкриваємо нові ігрові світи та досліджуємо незвідане."
Наша місія - створювати ігри, які розширюють межі людської свідомості та піднімають серйозні питання стосовно науки, екології, гармонії між людьми та природою, сучасної цивілізації, жорстокості і духовності.Оригінальний текст (англ.)
"Discover new gaming worlds and explore the unknown."
Our mission is to create games that expand the limits of human experience and raise thought-provoking questions about science, ecology, the relationships between humans and nature, modern civilization, cruelty, and spirituality.

Старий офіційний логотип компанії, до липня 2023 року

Після закриття GSC Game World у 2011 році Олег Яворський, який був менеджером зі зв’язків з громадськістю GSC, разом із багатьма колишніми співробітниками GSC, вирішив створити самостійну студію. Компанія працювала з кількома інвесторами в Україні та Росії, але жоден не мав достатньо великого бюджету, щоб фінансувати розробку гри такого ж масштабу як S.T.A.L.K.E.R. 2, який був скасований після закриття GSC. Через це команда розробників знизила свої амбіції щодо гри, та вирішила створити безкоштовний багатокористувацький шутер для ПК. 1 березня 2012 року компанія знайшла інвестора в особі Vostok Ventures, які шукали команду розробників ігор. Угода між двома сторонами була досягнута протягом двох тижнів, і в тому ж місяці було засновано Vostok Games, невдовзі після чого компанія розмістила свій офіс в Києві. У 2012 році компанія анонсувала розробку free-to-play MMOFPS Survarium. У вересні 2013 року Vostok Games працевлаштували 40 колишніх співробітників GSC. Яворський зайняв посаду менеджера з маркетингу студії. 
28 серпня 2018 року Vostok Games випустила королівську битву Fear the Wolves, яка була видана Focus Home Interactive.
У лютому 2022 року компанія оголосила про зупинення розробки та закриття гри Survarium, сервери гри були відключені в кінці травня 2022 року.
25 липня 2023 року VG Entertainment Ltd (головна компанія) оголосила про рішення припинити використання торговельної марки Vostok Games. Наразі студія працює під назвою VG Entertainment та розробляє нову гру. До фінансування нової гри залучилась компанія Tencent, що має частку акцій компанії.
14 січня 2025 року студія анонсувала однокористувацький шутер Forest Reigns.

## Випущені відеоігри
| Рік          | Назва           | Платформи         | Видавець            |
| ------------ | --------------- | ----------------- | ------------------- |
| 2015         | Survarium       | Microsoft Windows | Vostok Games        |
| 2018         | Fear the Wolves | Microsoft Windows | Focus Entertainment |
| В очікуванні | Forest Reigns   | Microsoft Windows | VG Entertainment    |